# Okrug Mora, Novi Meksiko
| Mora                                                       |                              |
| Zemljovid Novog Meksika s označenim okrugom Morom.         |                              |
| Zemljovid SAD s označenom saveznom državom Novim Meksikom. |                              |
| Osnovan:                                                   | 1. veljače 1860.             |
| Sjedište:                                                  | Mora                         |
| Površina:                                                  | 5009 km2                     |
| Br. stanovnika (2010.):                                    | 4881                         |
| Kongresni okrug:                                           | 3.                           |
| Vremenska zona:                                            | Stjenjačko vrijeme: UTC-7/-6 |
| Službene stranice:                                         | http://countyofmora.com/     |

Mora, okrug u Novom Meksiku osnovan 1. veljače 1860. godine. Ime je dobio po okružnom središtu Mori (Santa Gertrudis de lo de Mora), španjolskom nazivu za dud, koje se nalazi uz autocestu 518, na pola puta između Las Vegasa i Taosa. 
Okrug se nalazi na sjeveroistoku države na površini od 1.933 četvornih milja ili 5.006 km², a njegovom području ističe se najveći vrh okruga, Truchas Peak na planinama Sangre de Cristo, tek nešto niži od 4.000 metara nad morem.
Na području današnjeg okruga nekada su lutali nomadski Indijanci Ute, Navaho i Apači, a prvi naseljenici su Meksikanci u kasnim 1810-tim godinama. Mora je bila plodna dolina na kojoj se 1853. godine naselio traper Ceran St. Vrain, koji je 1864 podigao mlin i postao glavni dobavljač brašna, žitarica i stočne hrane za Fort Union (danas nacionalni spomenik Fort Union). Kako je te iste godine (1864) američka vojska preserlila 6.000 Navaha na rezervat oko 150 kolimetara jugoistočno od Fort Uniona, vojska je postala i odgovorna za njihovu prehranu, a St. Vrain je imao ugovor za prehranu Indijanaca.
U travnju 2013. godine, Mora je postala prvi okrug u Sjedinjenim Američkim Državama koja je zabranila bušenje nafte i plina na javnim i privatnim površinama.

## Stanovništvo
Prema podatcima popisa 2010. u Mori je bio 4 881 stanovnik, 2 114 kućanstava od čega 1 295 obiteljskih, a stanovništvo po rasi bili su 70,9% bijelci, 0,7% "crnci ili afroamerikanci", 1,3% "američki Indijanci i aljaskanski domorodci", 0,3% Azijci, 23,5% ostalih rasa, 3,3% dviju ili više rasa. Hispanoamerikanaca i Latinoamerikanaca svih rasa bilo je 81,0%.

## Naselja u okrugu
- Mora
- Wagon Mound
- Watrous

- Fort Union, Novi Meksiko, SAS

## Vanjske poveznice
- Postal History Poštanski uredi u okrugu Mori, Novi Meksiko